# La vita del predicatore
La vita del predicatore (Evangeliemandens Liv) è un film del 1915, diretto da Holger-Madsen. 

## Trama
Uomo di chiesa, il pastore John Redmond, durante un sermone, viene attaccato, con l'accusa di aver passato lungo tempo in carcere, dal giovane Billy Sanders, dissacratore ed anticlericale, con grande scorno della fidanzata Nally Grey, che invece è una fervente credente. John non nega, ma afferma di essere stato accusato e giudicato ingiustamente.
Così, quando, qualche tempo dopo, Billy decide di lasciarsi alle spalle la microcriminalità cui era dedito e di rivolgersi a John per consiglio, il pastore gli racconta la propria storia, sperando possa fungere da sprone e da ammaestramento per il giovane.
In gioventù, John Redmond conduceva una vita piuttosto dissoluta, ed era legato ad una "ragazza facile" del demi-monde soprannominata "la lucciola". Quando suo padre era venuto a saperlo, lo aveva cacciato di casa (cosa di per sé di non gran momento, perché John, dopo l'allontanamento, non aveva dovuto far altro che ritirarsi nel proprio pied-à-terre con servitù).
Le difficoltà erano nate quando John aveva affrontato il rivale in amore, anch'egli pretendente della "lucciola", il quale, estraendo il revolver durante una colluttazione, aveva ucciso, per sbaglio, la ragazza, per poi abbandonare l'arma e darsi alla macchia. John era stato giudicato colpevole dell'omicidio e condannato. Suo padre, intanto, afflitto dalla sorte capitata al figlio, aveva contratto un malore ed era morto. Durante la detenzione John aveva seguito le prediche del cappellano carcerario, che aveva anche intercesso affinché il processo fosse riveduto e celebrato di nuovo.
Nel nuovo processo John viene scagionato. Accompagnato dal cappellano, egli torna a casa dei genitori e fa appena in tempo a dare l'ultimo saluto alla madre, che non aveva mai dubitato della sua innocenza, prima che spiri. Da qui aveva avuto inizio la vocazione religiosa di John Redmond.
Il racconto fa effetto su Billy Sanders, che, accompagnato da John, si reca da Nally, proprio mentre questa, afflitta da depressione nonché da innegabili difficoltà materiali che l'avevano mantenuta nell'indigenza, e sconfortata dal comportamento precedente di Billy, sta meditando il suicidio. I due fanno in tempo a togliere il cappio dalle mani di Nally, che, alla fine, si riunisce, sollevata, al rinnovellato Billy, con la benedizione del reverendo John.